# Club de Fútbol Barcelona 1957-1958

## Rosa
| N. |                   | Ruolo | Calciatore          |
| -- | ----------------- | ----- | ------------------- |
|    | Spagna (bandiera) | P     | Antoni Ramallets    |
|    | Spagna (bandiera) | P     | Pere Estrems        |
|    | Spagna (bandiera) | D     | Joan Segarra        |
|    | Spagna (bandiera) | D     | Sígfrid Gràcia      |
|    | Spagna (bandiera) | D     | Enric Gensana       |
|    | Spagna (bandiera) | D     | Fernando Olivella   |
|    | Spagna (bandiera) | D     | Joaquim Brugué      |
|    | Spagna (bandiera) | D     | Gustau Biosca       |
|    | Spagna (bandiera) | C     | Martí Vergés        |
|    | Spagna (bandiera) | C     | Enric Ribelles Seró |

| N. |                     | Ruolo | Calciatore               |
| -- | ------------------- | ----- | ------------------------ |
|    | Spagna (bandiera)   | C     | Luis Suárez              |
|    | Spagna (bandiera)   | C     | Andreu Bosch             |
|    | Spagna (bandiera)   | C     | Isidre Flotats           |
|    | Ungheria (bandiera) | A     | László Kubala            |
|    | Spagna (bandiera)   | A     | Justo Tejada             |
|    | Brasile (bandiera)  | A     | Evaristo de Macedo       |
|    | Spagna (bandiera)   | A     | Estanislao Basora        |
|    | Paraguay (bandiera) | A     | Eulogio Martínez         |
|    | Uruguay (bandiera)  | A     | Ramón Alberto Villaverde |
|    | Paraguay (bandiera) | A     | Hermes González          |
|    | Spagna (bandiera)   | A     | Francisco Sampedro       |

### Staff tecnico
- Allenatore:  Domènec Balmanya, poi dalla 29ª giornata  Helenio Herrera